# Ida av Boulogne

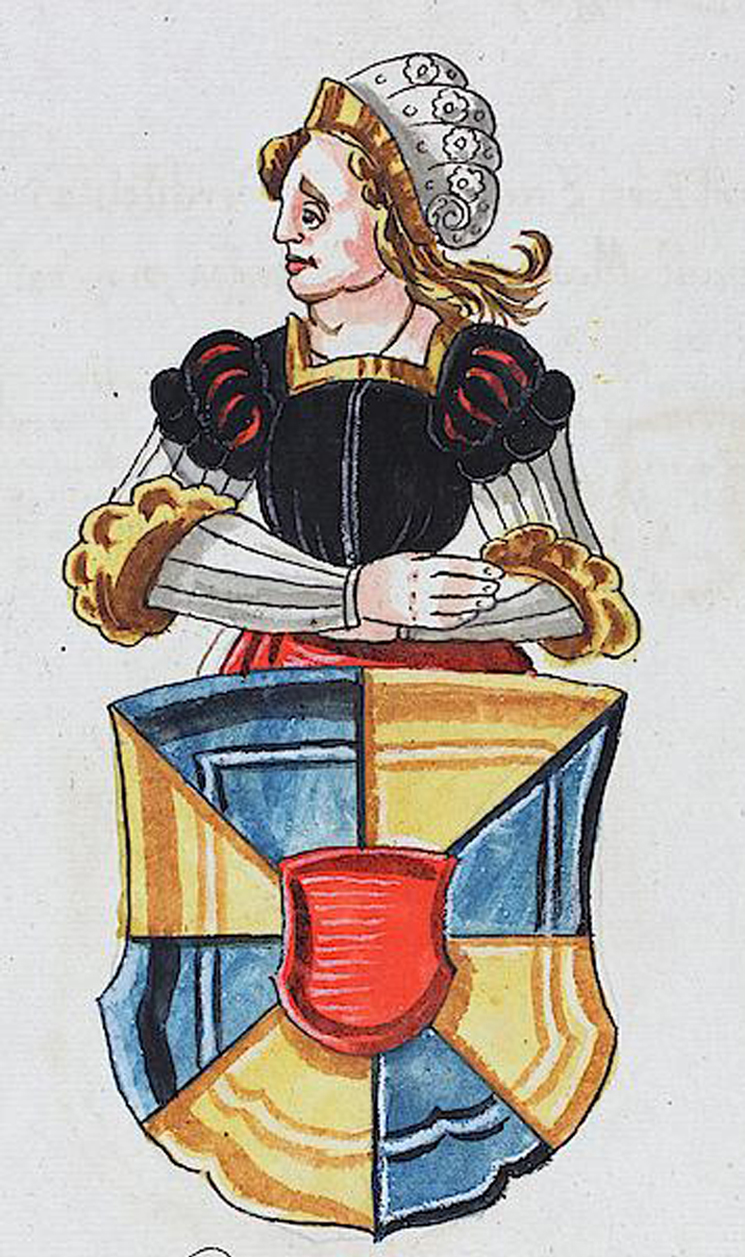
Ida av Boulogne.

Ida av Boulogne, född 1160, död 1216, var regerande vasallgrevinna av grevskapet Boulogne från 1173 till 1216. 

## Biografi
Ida var den äldsta av två döttrar till grevinnan Maria I av Boulogne och Mattias av Alsace. Hon blev regerande grevinna vid tretton års ålder 1173. 
På inrådan av sin farbror greve Filip I av Flandern gifte hon sig 1181 med Gerard av Guelders (d. 1181), och därefter med hertig Berthold IV av Zähringen (d. 1186). Båda hennes makar blev i enlighet med sed för kvinnliga monarker vid denna tid automatiskt hennes medregenter. Efter sin andre makes död förälskade hon sig i Arnold II av Guînes, men innan de hann gifta sig kidnappades hon av greve Renaud de Dammartin (1190). Detta var vanligt under medeltiden eftersom en man som gifte sig med en arvtagerska automatiskt fick hela hennes egendom vid äktenskap, i fallet med en kvinnlig monark blev hennes medregent. 
Ida skrev ett brev till Arnold, som tillfångatogs av Renaud då han försökte frita henne. Arnold frigavs senare, medan Ida tvingades gifta sig med Renaud, med vilken hon fick sin tronarvinge, Matilda II av Boulogne (d. 1258).